# 新华桥
新华桥是连接贵州省遵义市老城、新城的一座石桥，横跨于湘江之上。桥头位于中山路、劳动路、中华路交汇处。该桥始建年代无考，明万历年间已存在，当时名塌水桥，为石板桥，常被洪水冲毁。清康熙六年（公元1667年）总兵官吴之茂改建新桥，两岸街市繁华。
毁于洪水后，清康熙二十六年（公元1687年），江苏僧人照彻游此，集资完成了新桥，定名福寿桥，又名万寿桥、吴公桥。三十年后桥再坍。知府赵光荣、知县邱纪主持重建，名赵公桥。清光绪三年（公元1877年）冬，知县周庆芝议捐款改建，增高加固，并置二铁牛于东桥头，二石狮于西桥头以镇水，该桥经受住了1878年、1916年两次洪水的袭击。1937年改建为高墩木板桥，更名中正桥以祝贺蒋介石50岁大寿。1948年由平桥改为七孔石拱桥，加筑碎石路面、石栏杆。1949年后改名新华桥，并两次大修。
现在的新华桥为九孔石拱桥，全长55米，宽16米（其中车道宽10米），高17米，荷载60吨。红砂石砌成桥身和桥墩，桥墩横截面为梭子状以减小水流阻力。桥面、栏杆为混凝土结构。桥上置有明亮的玉兰灯。

## 图集

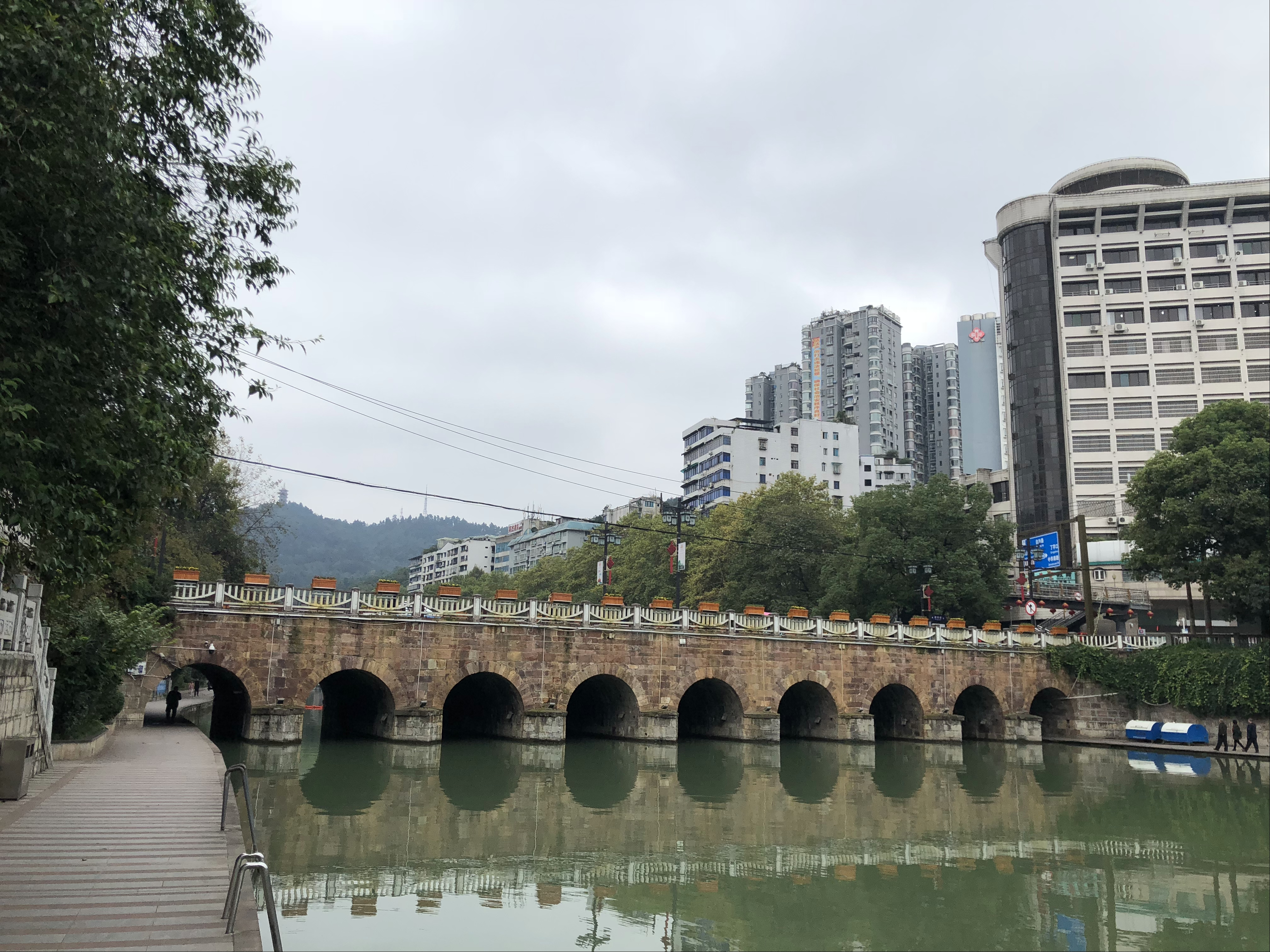
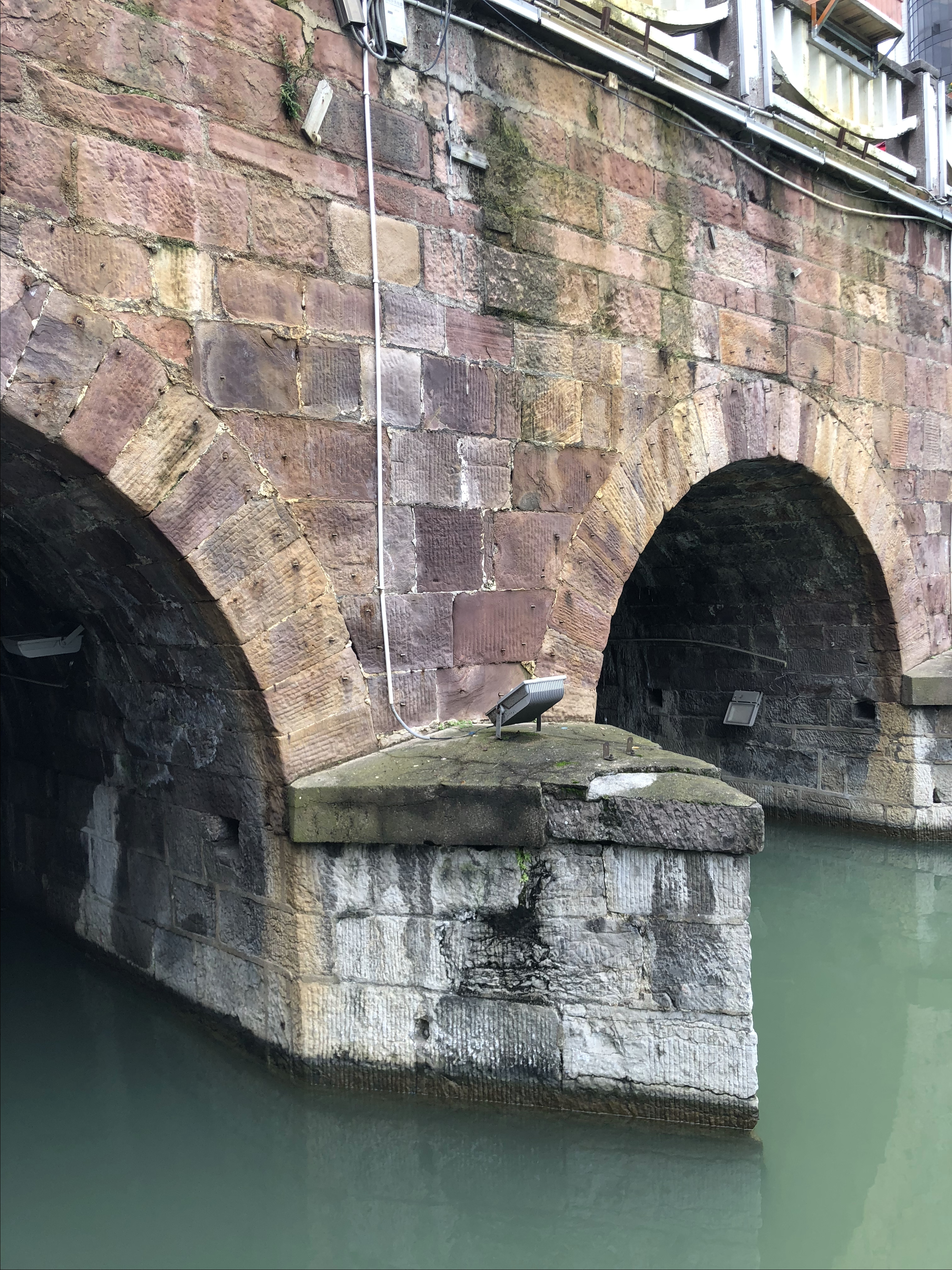
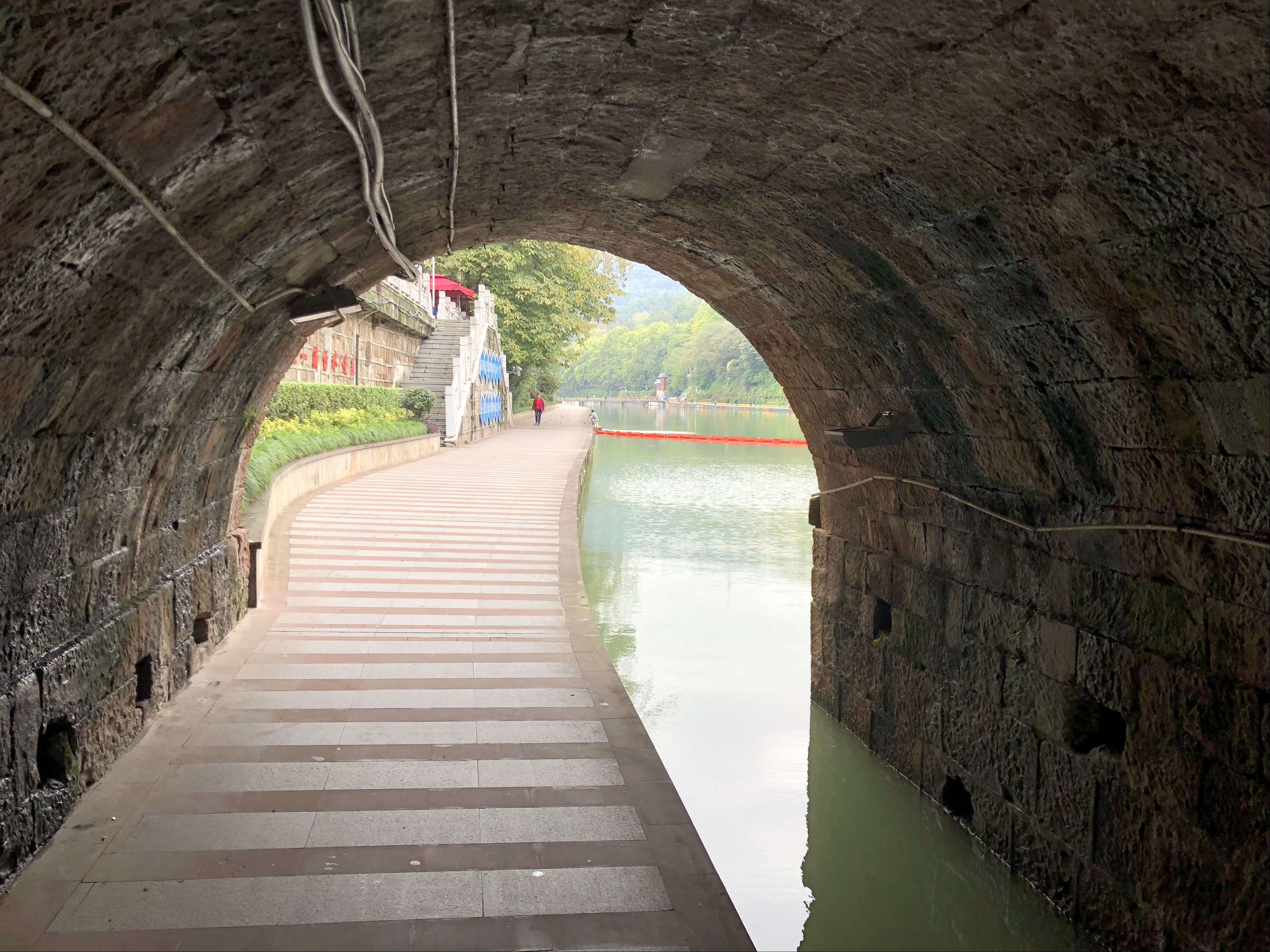
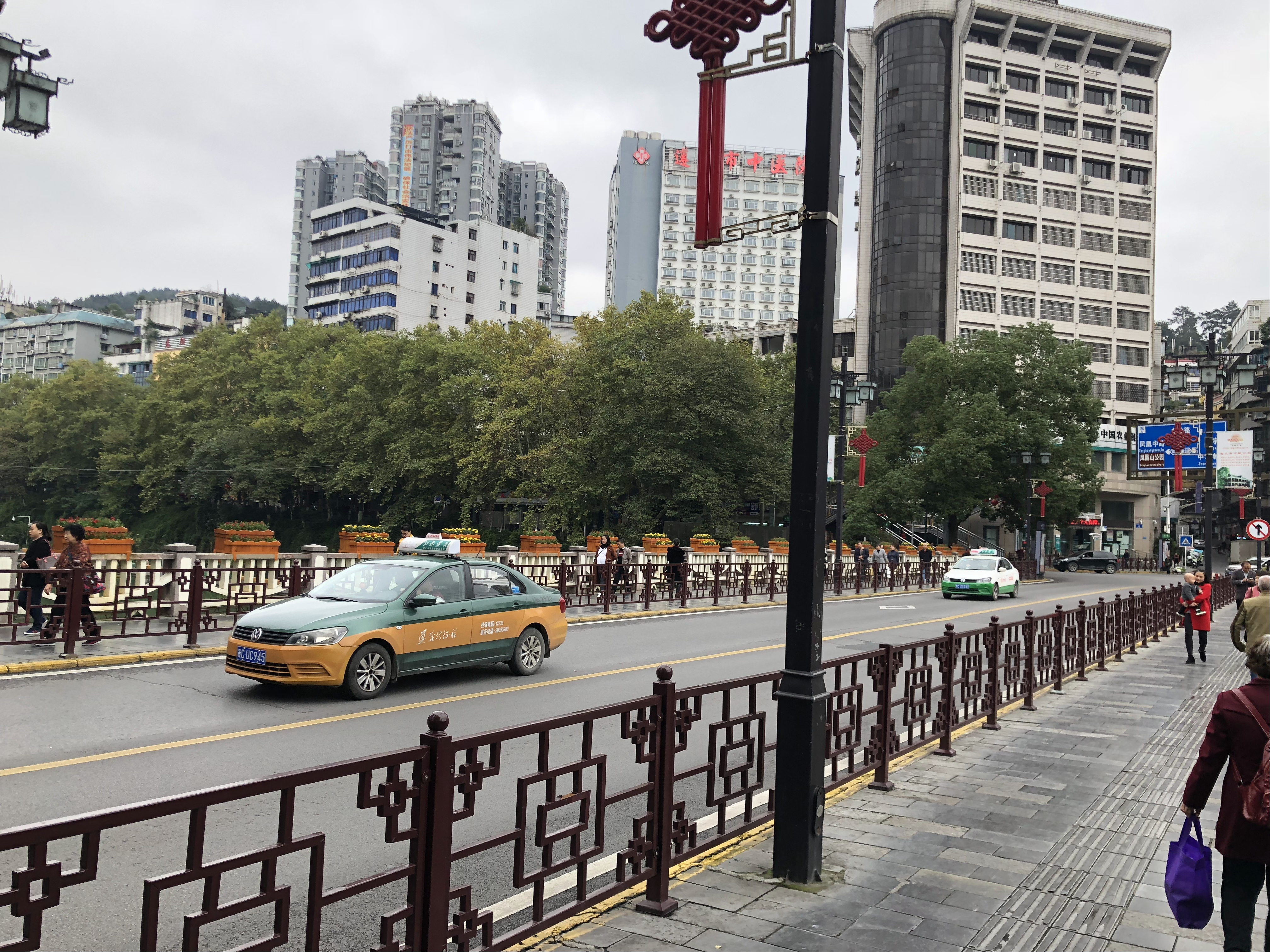
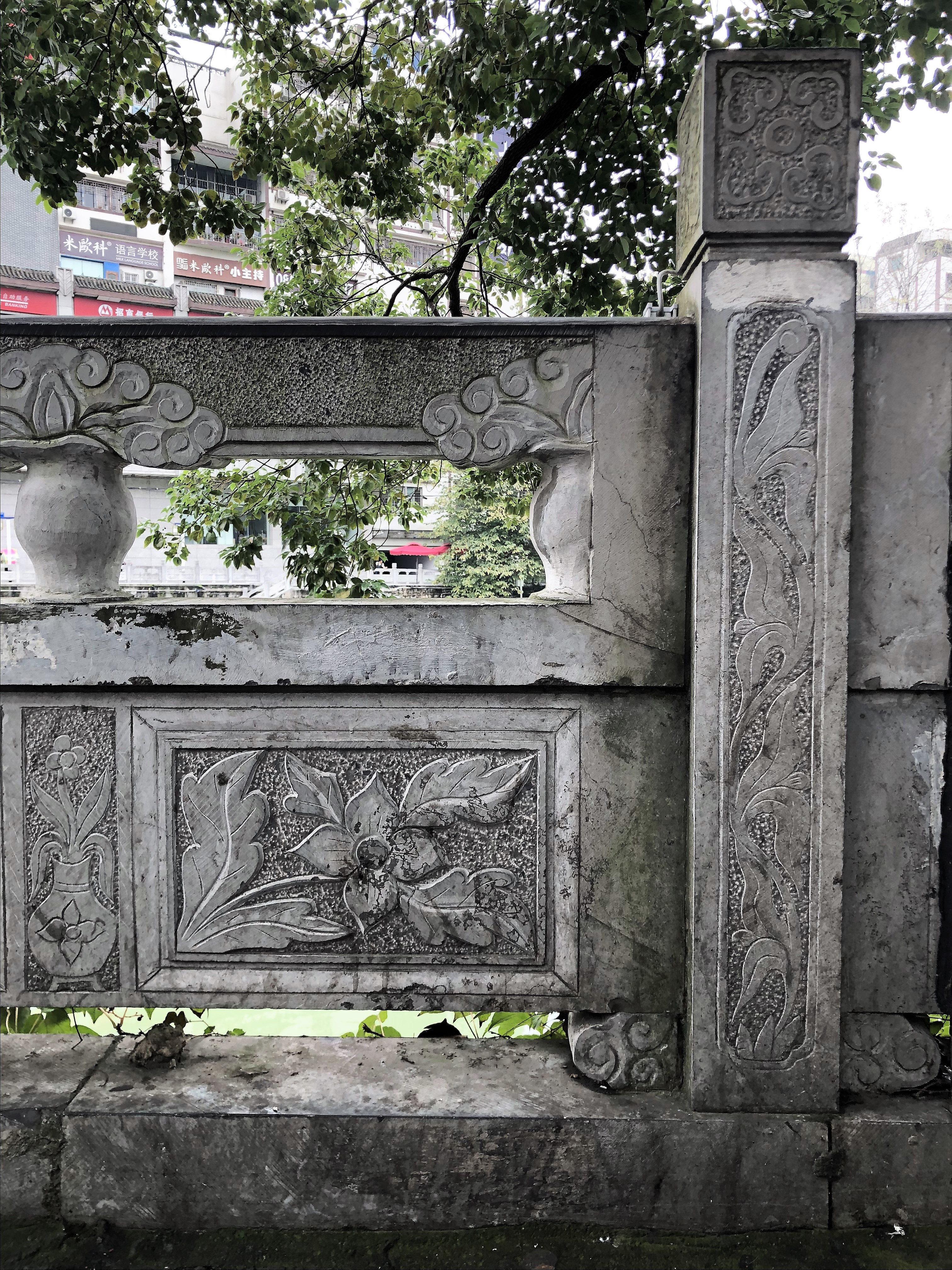
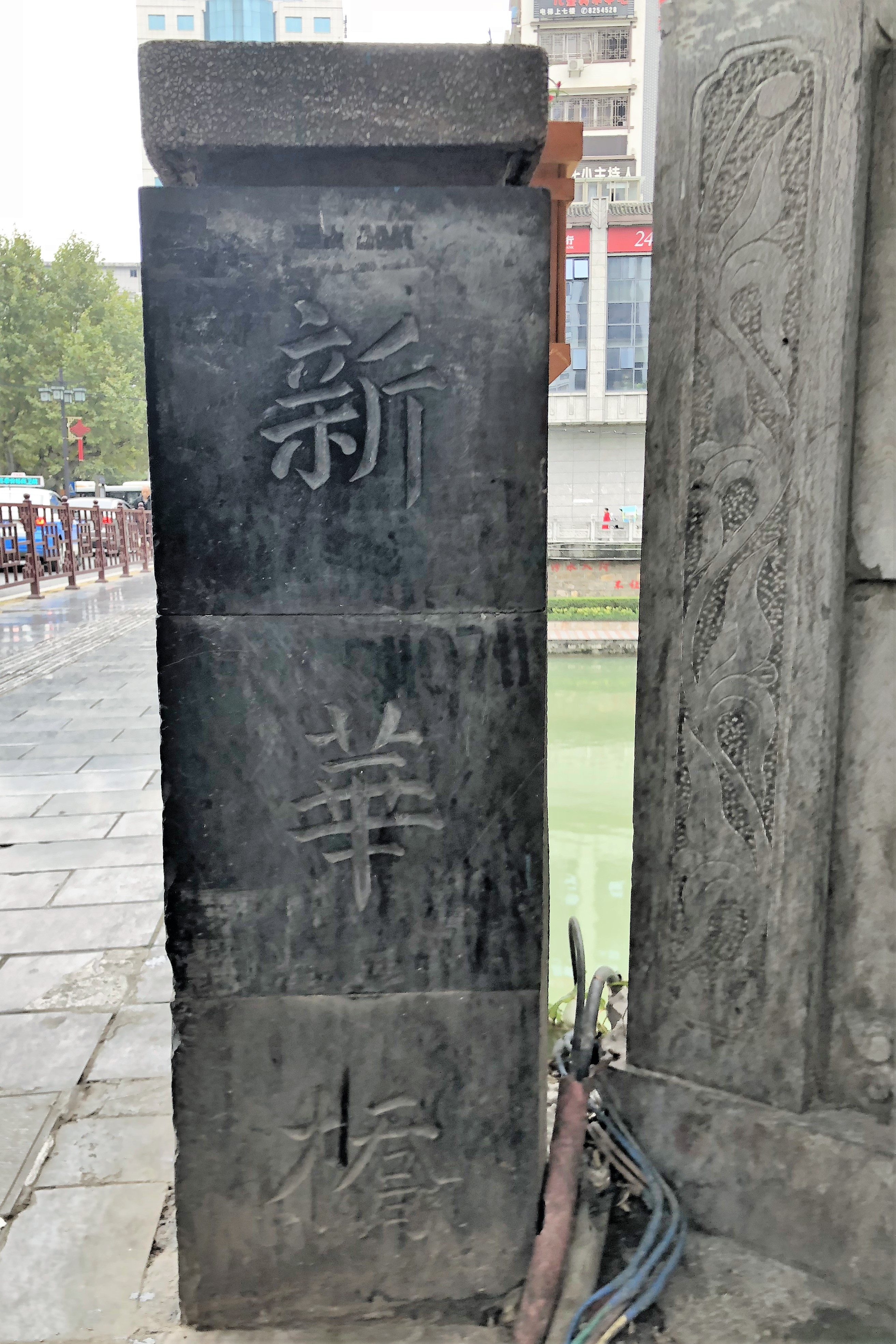